# علم الأرصاد الجوية القطبية
علم الأرصاد الجوية القطبية هو دراسة علمية تركز على الأحوال الجوية في البيئات التي تتسم بدرجات الحرارة المنخفضة للغاية.
ويعد انقلاب درجة حرارة سطح الأرض أمرًا طبيعيًا في البيئات القطبية، كما يؤدي إلى حدوث ظاهرة الرياح الهابطة. ويميل تركيب درجة الحرارة العمودية للبيئات القطبية إلى أن يكون أكثر تعقيدًا عما هو في مناخ منتصف خط الاستواء أو المناطق الاستوائية.

## معلومات تاريخية

### البدايات
بدأت عملية جمع البيانات في علم الأرصاد الجوية القطبية في وقت مبكر من عام 1893 بواسطة فريتيوف نانسين في رحلته الاستكشافية إلى القطب الشمالي. وكانت أهداف فرام، اسم رحلة نانسين، وضع قياسات تفصيلية عن الرصد الجوي والأقيانوجرافية المبكرة. وفي الواقع، استخدم فاغن والفريد إيكمان القياسات التي توصلت إليها رحلة فرام لوضع نظرية عن تحويل التدفق السطحي عبر الاحتكاك (دوامة إيكمان).

### الحرب الباردة
كانت الحرب الباردة حافزًا عظيمًا لتقدم علم الأرصاد الجوية القطبية. وتم استخدام المعدات المنطادية على طول الحدود الشمالية للولايات المتحدة وكندا لرصد الأحوال الجوية. وكثيرًا ما استخدمت القوات الجوية لأمريكا الشمالية المعدات، مثل المناطيد لاستكشاف المنطقة القطبية الشمالية. وكانت الغواصات النووية، التي استخدمتها الولايات المتحدة كآلية دفاعية، مزودة بسونار موجه لأعلى. وتم نشر هذه التقارير لاحقًا وأصبحت البيانات المقدمة بين عامي 1958-1979 أساسية في عملية تقييم ترقق الجليد من فترة الثمانينيات وحتى يومنا هذا. هذا بالإضافة إلى مشاركة روسيا ببيانات دقيقة بشكل لا يصدق بين عامي 1937-1991.

### الوقت الحاضر
في الوقت الحالي، شهد رسم الخرائط والقياسات بالغواصات انخفاضًا ملحوظًا. ومن الطرق التقليدية المستخدمة في قياس سُمك الجليد اليوم القيام بثقب حفرة في الجليد وتحليل الجليد الذي تم الحصول عليه. هذا بالإضافة إلى وجود العديد من الأساليب والأجهزة الأكثر تعقيدًا المخصصة لقياس أحوال الطقس وتتبعها في المناطق القطبية. وهي تتضمن شمندورات توازن كتلة الجليد والسونار الموجه لأعلى من تحت شمندورات الجليد وحتى الأقمار الصناعية. ولقد تسبب الاحترار العالمي في الوقت الراهن في زيادة الاهتمام بعلم الأرصاد الجوية القطبية. ويرجع ذلك إلى أن معظم الثلج والجليد في كوكب الأرض موجود في المناطق القطبية، ومن المتوقع أن تكون هذه المناطق الأكثر تأثرًا بالثلج/الجليد - تأثير التغذية المرتدة بشأن بياض سطح الأرض. وبالتالي، إذا تسببت زيادة تركيز غاز ثاني أكسيد الكربون (CO2) الجوي في الاحترار العالمي، فستتعرض حينها المناطق القطبية للاحترار أسرع من المناطق الأخرى على سطح الأرض.

## مجالات الاهتمام

### التفاعل بين الغلاف الجوي للجليد البحري/المحيط
يقتصر التفاعل بين الغلاف الجوي للجليد والمحيط على الطبقة الحدودية للغلاف الجوي. وتتأثر هذه الطبقة في الأساس بخصائص سطح الأرض. ففي المناطق القطبية، تكون هذه الخصائص هي خشونة الجليد البحري وتركيزاته التي تؤثر على توزيع درجة الحرارة على سطح الأرض. وتعتبر معرفة كل من سرعة الرياح واتجاهها ودرجة حرارة الهواء ومكان الرياح أمرًا مهمًا. ويؤثر الجليد البحري والرياح بشكل كبير على الطبقة الحدودية للغلاف الجوي، وهي تُستخدم في الغالب لقياس الظروف المناخية في المناطق القطبية.

### السحب القطبية وهطول الأمطار
يلعب الجزء الخاص بالأحوال الجوية في الدورة المائية بالمناطق القطبية دورًا مهمًا بشكل خاص من حيث:
- يرتبط توازن كتل الجليد القطبي ارتباطًا وثيقًا بهطول الأمطار،
- تقوم الرياح بتعديل نقل الطاقة الإشعاعية،
- يعمل إطلاق الحرارة الكامنة على تعديل درجة حرارة الهواء، وبالتالي دوران الهواء.

### ثاني أكسيد الكربون والميثان
يحتل غاز ثاني أكسيد الكربون (CO2) أهمية خاصة في علم الأرصاد الجوية القطبية، نظرًا لتأثيره على ذوبان الجليد البحري. ويعمل التريليون طن من التلوث بغاز ثاني أكسيد الكربون التي تصدر عن البشر وتنطلق إلى الغلاف الجوي من جراء احتراق الوقود والفحم والغاز الطبيعي مثل موقد اللحام الموجه لجليد المناطق القطبية الشمالية. وقد اختفى اثنا عشر رطلاً من الجليد البحري في المناطق القطبية الشمالية مقابل كل رطل واحد اطلقناه في الهواء من غاز ثاني أكسيد الكربون. وهذا يسلط الضوء على القدرة التسخينية الهائلة لغاز ثاني أكسيد الكربون الذي يضخ طاقة في الهواء تزيد بمقدار 100000 مرة عن تلك التي انبعثت نتيجة احتراق الوقود أو الفحم أو الغاز الطبيعي. ويتسبب جليد المناطق القطبية الشمالية الأبيض، الذي وصل حاليًا إلى أقل مستوياته في التاريخ المعاصر، في المزيد من الامتصاص لأشعة الشمس. قام البروفيسور وادهام، في مقال حديث في البي بي سي، بحساب هذا الامتصاص لأشعة الشمس ووجد أن تأثيره «يعادل حوالي 20 سنة من إطلاق الإنسان للمزيد من غاز ثاني أكسيد الكربون». ويضيف الخبير في جامعة كامبريدج قائلاً إن الغطاء الجليدي في المناطق القطبية الشمالية «في طريقه إلى الاندثار».
يقدم غاز الميثان (CH4)، غاز الدفيئة القوي، تغذية مرتدة إيجابية مهمة؛ حيث يؤدي الاحترار العالمي إلى نكوص مناطق الجليد السرمدي الواسعة في نصف الكرة الشمالي. ومع نكوص الجليد السرمدي، تزيد المناطق التي تصدر غاز الميثان. وتتباين تقديرات "انبعاث غاز الميثان من المستنقعات الشمالية للغاية بسبب (1) التنوع الهائل في انبعاث الميثان بين مناطق المستنقعات وداخلها و (2) المعرفة المحدودة للغاية بهذه التدفقات من أنواع التربة المختلفة و (3) غياب البيانات التمثيلية لمناطق شاسعة، مثل المستنقعات الضخمة، مثلاً في سيبيريا.” وتتيح التطورات الحديثة الآن لأجهزة الاستشعار قياس تدفقات غاز الميثان المضطربة مباشرةً من أسطح الانبعاث الطبيعية. ويمكن أيضًا تركيب جهاز استشعار لغاز الميثان سريع الاستجابة في طائرة الأبحاث بولار 5.

## وصلات خارجية
- Polar Meteorology at The Ohio State University
- Polar Meteorology at The University of Wyoming
- Polar Meteorology at The Naval Postgraduate School نسخة محفوظة 15 سبتمبر 2007 على موقع واي باك مشين.
- The American Meteorological Society Committee on Polar Meteorology and Oceanography